# Fell in Love with a Boy
Fell in Love with a Boy è il primo singolo della cantautrice britannica Joss Stone, pubblicato nel 2004 e in seguito inserito nel primo album The Soul Sessions.

## Descrizione
La title track del singolo è una cover del brano Fell in Love with a Girl del 2002 degli White Stripes.

## Tracce
CD GB
1. "Fell in Love with a Boy" (Radio Version) – 2:25
2. "Victim of a Foolish Heart" (Live at Ronnie Scott, Londra, 25 novembre 2003) – 6:25

CD Europa
1. "Fell in Love with a Boy" (Radio Version) – 2:25
2. "Victim of a Foolish Heart" (Live at Ronnie Scott's, Londra, 25 novembre, 2003) – 6:25
3. "Fell in Love with a Boy" (Acoustic Version) – 3:30

7" GB
1. "Fell in Love with a Boy" (Radio Version) – 2:25
2. "Super Duper Love (Are You Diggin' on Me?) Pt. 1" – 4:20

CD promo GB e USA
1. "Fell in Love with a Boy" (Radio Version) – 2:25

## Classifiche
| Classifica (2004) | Posizione più alta |
| ----------------- | ------------------ |
| Belgio (Fiandre)  | 66                 |
| Belgio (Vallonia) | 67                 |
| Irlanda           | 42                 |
| Italia            | 36                 |
| Nuova Zelanda     | 23                 |
| Paesi Bassi       | 80                 |
| Regno Unito       | 18                 |
| Ucraina           | 79                 |